# Lyrdrongo
Lyrdrongo (Dicrurus hottentottus) är en vida spridd asiatisk fågel i familjen drongor inom ordningen tättingar.

## Utseende och läten
Lyrdrongon är en rätt stor (24-32 cm) sammetssvart drongo med en huvudtofs bestående av hårliknande fjädrar. Fjäderdräkten är paljetterad med ljusa iridiserande fläckar. Stjärten är lång och kluven med starkt uppsvängda yttre stjärtfjädrar som ger den en lyrform (därav namnet). Sången är melodisk och högljudd med inslag av skränande ljud.

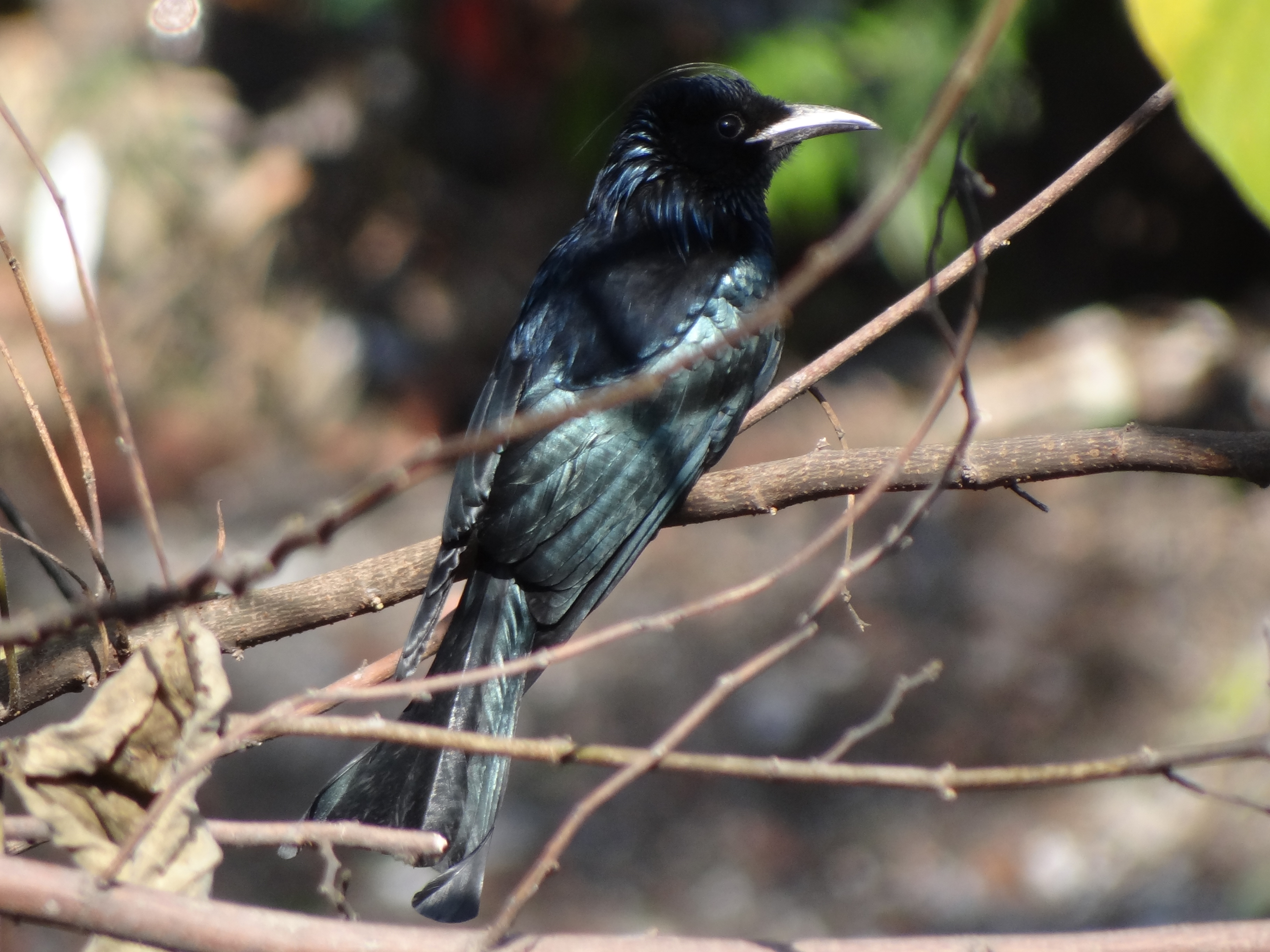

Underartsgruppen (eller arten) striatus är tydligt mindre, med kortare och mycket mer fyrkantig och knappt kluven stjärt. Paljetteringen på bröstet är mycket smalare och den plyshaktiga svarta befjädringen på pannan sträcker sig längre bak på hjässan.

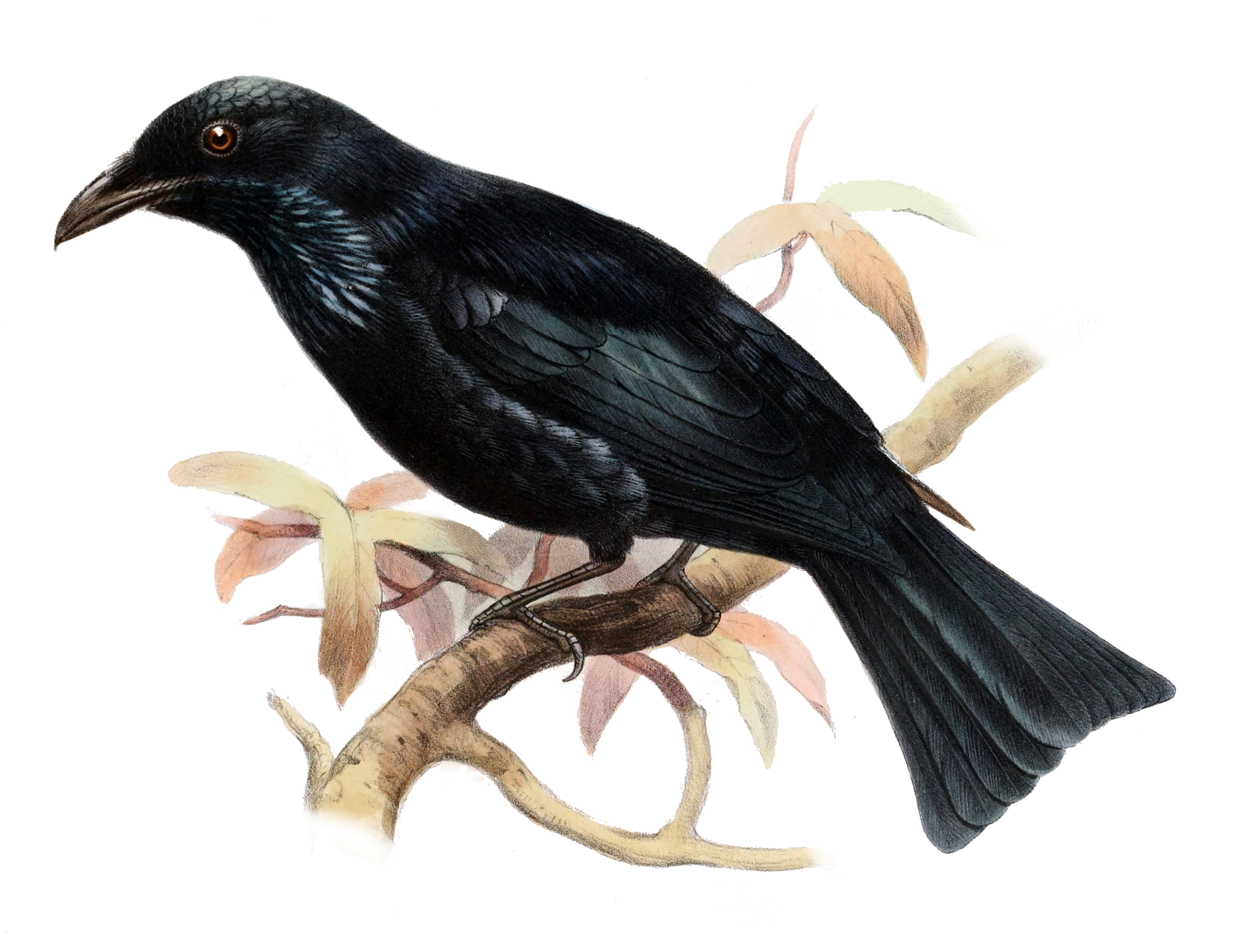
Underartsgruppen eller arten striatus.

## Utbredning och systematik
Lyrdrongon delas normalt in i tolv underarter med följande utbredning:
- Dicrurus hottentottus brevirostris – södra Kina till norra Burma, norra Laos och norra Vietnam
- Dicrurus hottentottus hottentottus – Indien, Myanmar, norra Thailand och södra Indokina
- Dicrurus hottentottus faberi – ön Panaitan väster om Java
- Dicrurus hottentottus termeuleni – ögruppen Seribu och öarna i Jakartabukten norr om västra Java
- Dicrurus hottentottus jentincki – centrala och östra Java, Masalembu, Bali och Kangeanöarna
- Dicrurus hottentottus viridinitens – Siberut, Sipura och Pagaiöarna i Mentawaiöarna väster om centrala Sumatra
- Dicrurus hottentottus borneensis – norra Borneo och Maratua
- Dicrurus hottentottus suluensis – Suluöarna
- Dicrurus hottentottus leucops – Sulawesi med kringliggande öar
- Dicrurus hottentottus banggaiensis – Banggaiöarna utanför östra Sulawesi
- Dicrurus hottentottus pectoralis – Sulaöarna
- Dicrurus hottentottus guillemardi – Obi i nordcentrala Moluckerna

Palawandrongo (D. palawanensis) och kortstjärtad drongo (D. striatus) i Filippinerna behandlades tidigare som del av lyrdrongon, men urskiljs vanligen som egna arter.

## Levnadssätt
Lyrdrongon återfinns i framför allt torr skog i låglänta områden och lägre bergstrakter. Den föredrar rätt öppna delar av skogen och kan ses i högljudda grupper som sjunger och jagar insekter i luften, särskilt vid skymning och gryning. Den ses ibland med andra fågelarter och kan följa apor för att fånga insekter som skräms upp i deras väg. Häckningssäsongen är rätt dåligt dokumenterad, men sträcker sig mellan april och slutet av juni på norra Indiska halvön, mellan februari och april i södra Indien och mellan april och juli i Sydostasien.

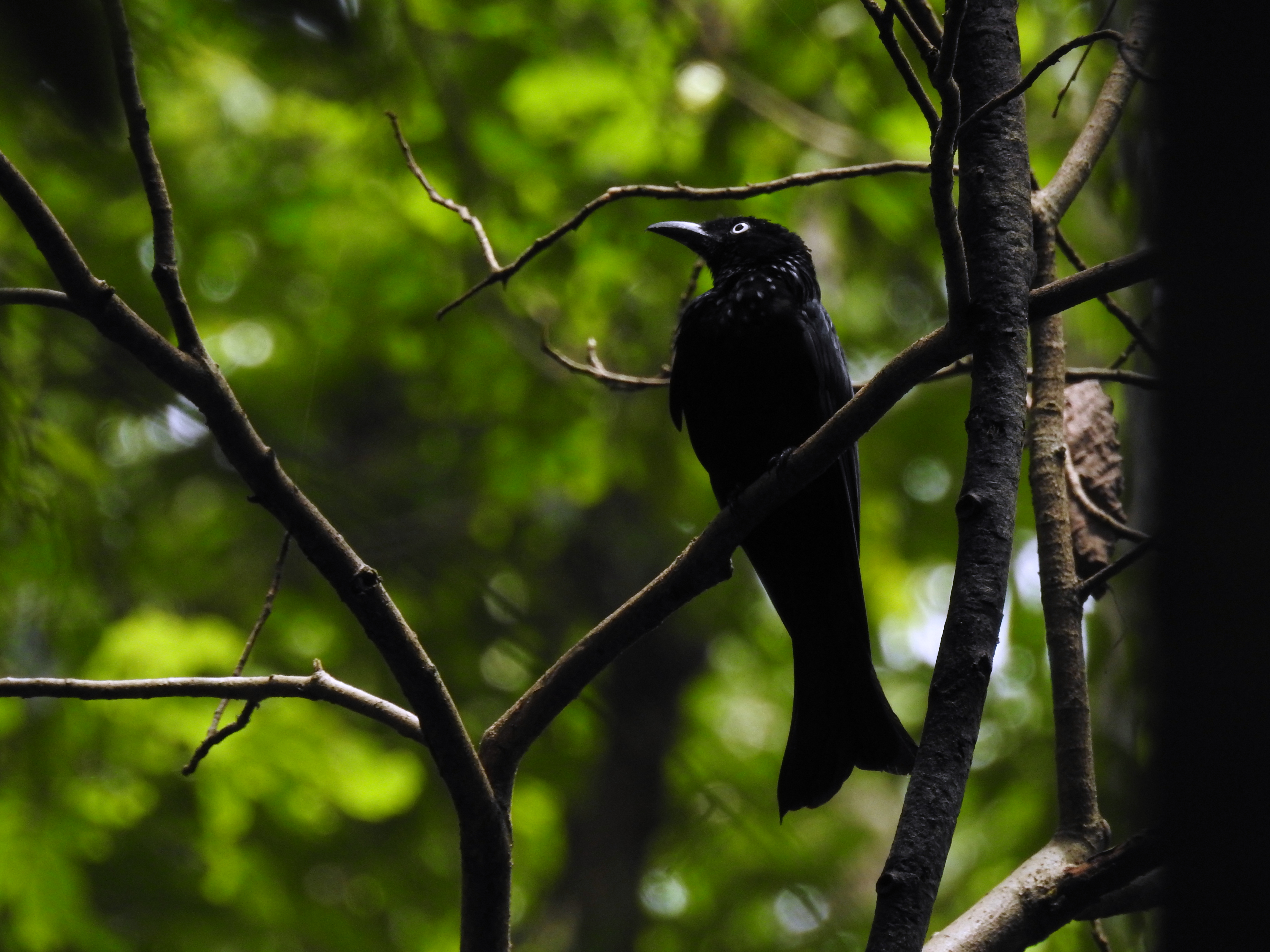
Lyrdrongo på Sulawesi.

## Status och hot
Arten har ett stort utbredningsområde, men tros minska i antal, dock inte tillräckligt kraftigt för att den ska betraktas som hotad. Internationella naturvårdsunionen IUCN listar arten som livskraftig (LC).